# Ali Diã Uatara
Ali Diã Uatara (em diúla: Ali Dian Wattara; em francês: Ali Dian Ouattara) foi um nobre africano mandinga do século XIX, fagama do Reino de Guirico entre 1854 e 1878. Não se sabe sua relação com o fagama anterior. Em seu reinado, a fragmentação piorou e Ali perdeu sua autoridade sobre os sanons, que à época controlavam a capital Bobo Diulasso. Foi sucedido por Cocoroco Diã Uatara (r. 1878–1885).